# Вендэ, Ольга Денисовна
Ольга Денисовна Вендэ (1905—1970) — селекционер племенного крупного рогатого скота.

## Биография
Родилась 11 августа 1905 г. в Уфе. Окончила МСХА имени К. А. Тимирязева, затем в 1935 году — аспирантуру в ней же, после чего по распределению была направлена на работу научным сотрудником Всесоюзного НИИ животноводства Сычёвского государственного племрассадника.
В 1937 году Вендэ была назначена директором Сычёвского госплемрассадника, находилась на этой должности более двадцати лет. В начале Великой Отечественной войны она успешно организовала эвакуацию вверенного ей предприятия. После освобождения Смоленщины госплемрассадник вернулся на своё место. Усилиями Вендэ была выведена особая Сычёвская порода коров, которая отличалась большим весом, высокими показателями надоев молока и показателями качества мяса.
После выхода на пенсию судьба Вендэ точно неизвестна. По данным смоленского историка Дмитрия Будаева, она уехала за пределы Смоленской области, однако её могила находится на аллее Почёта Нового кладбища Смоленска. Согласно данным на надгробном памятнике, Вендэ умерла в 1970 году.
Избиралась депутатом ВС РСФСР.

## Награды и премии
- Сталинская премия первой степени (1951) — за выведение новой породы крупного рогатого скота «Сычёвская».
- заслуженный зоотехник РСФСР (13.07.1950)
- орден Ленина (18.12.1950)
- Два Ордена Трудового Красного Знамени (10.09.1945, 10.03.1958)
- орден «Знак Почёта» (29.06.1950)
- медали[2].